# Saint-Jean-la-Poterie
Saint-Jean-la-Poterie (bret. Sant-Yann-ar-Wern) – miejscowość i gmina we Francji, w regionie Bretania, w departamencie Morbihan.
Według danych na rok 1990 gminę zamieszkiwały 1394 osoby, a gęstość zaludnienia wynosiła 165 osób/km² (wśród 1269 gmin Bretanii Saint-Jean-la-Poterie plasuje się na 449. miejscu pod względem liczby ludności, natomiast pod względem powierzchni na miejscu 888.).